# 15 janvier
Pour les articles homonymes, voir Quinze-Janvier.
15 décembre 15 février
Chronologies thématiques
- Croisades
- Ferroviaires
- Sports
- Disney
- Anarchisme
- Catholicisme

Abréviations / Voir aussi
- (° 1852) = né en 1852
- († 1885) = mort en 1885
- a.s. = calendrier julien
- n.s. = calendrier grégorien
- Calendrier
- Calendrier perpétuel
- Liste de calendriers
- Naissances du jour

Le 15 janvier est le 15e jour de l'année du calendrier grégorien.
Il reste 350 jours avant la fin de l'année, 351 lorsqu'elle est bissextile.
C'était généralement le 26e jour du mois de nivôse dans le calendrier républicain / révolutionnaire français, officiellement dénommé jour de l'étain.

## Événements

### Iersiècle
- 69 : à Rome, Galba est assassiné ; Othon devient empereur à sa place.

### XIIesiècle
- 1200 : à Paris, Philippe II Auguste crée juridiquement l'université de Paris en octroyant une charte royale accordant le for ecclésiastique à ses membres.

### XIIIesiècle
- 1208 : dans le comté de Toulouse, Pierre de Castelnau est assassiné, événement à l'origine de la croisade des Albigeois dans le Midi.

### XIVesiècle
- 1369 : la rupture du traité de Calais provoque la reprise de la guerre de Cent Ans, Édouard III d'Angleterre se proclame à nouveau roi de France.

### XVesiècle
- 1484 : début des États généraux à Tours

### XVIesiècle
- 1535 : le roi Henri VIII prend le titre de chef suprême de l'Église d'Angleterre.
- 1541 : François Ier mandate Jean-François Roberval pour établir une colonie dans la Nouvelle-France et y « assurer la propagation de la Sainte Foi catholique ».
- 1552 : signature du traité de Chambord entre le roi de France Henri II et des princes allemands s'opposant à l'empereur du Saint-Empire romain germanique Charles Quint.
- 1559 : couronnement d'Élisabeth Ire d'Angleterre.
- 1582 : la paix de Jam Zapolski met fin à la guerre de Livonie.

### XVIIesiècle
- 1648 : Anne d’Autriche tient un lit de justice au parlement de Paris pour forcer l'enregistrement d'édits fiscaux, c'est le début de la Fronde.

### XVIIIesiècle
- 1793 : à Paris, 691 députés reconnaissent le roi coupable de conspiration, 424 d'entre eux dont certains Girondins refusent le plébiscite.
- 1796 : Bataille de La Créancière, pendant la guerre de Vendée.
- 1797 : victoire de Bonaparte sur les Autrichiens à Rivoli en Italie (bataille de Rivoli, voir 14 janvier).

### XIXesiècle
- 1821 : après avoir soumis le port de Mokka (ou al-Makha) à un bombardement intensif, les Britanniques imposent à l'imam du Yémen un traité de paix en vertu duquel il s'engage à respecter « les droits » du résident anglais représentant de la Compagnie des Indes, à reconnaître la juridiction britannique sur tous les sujets de Sa Majesté qui commercent à Mokka et à réduire les droits qui frappent les exportations et importations anglaises.
- 1865 : victoire de l'Union à la seconde bataille de fort Fisher (guerre de Sécession américaine).
- 1871 : début de la bataille d'Héricourt pendant la guerre franco-prussienne.
- 1877 : à Budapest, signature d'une convention entre l'Allemagne et la Russie prévoyant que la Bessarabie méridionale deviendra russe, la Dobroudja roumaine et la Bosnie-Herzégovine autrichienne, en cas de conflit russo-ottoman. Les deux pays repoussent l'idée d'un État slave dans les Balkans.
- 1894 : victoire des Touaregs commandés par Mohamed ag Awwab sur les troupes du lieutenant-colonel Eugène Bonnier au combat de Takoubao.
- 1895 : victoire des troupes italiennes de Baratieri sur le Tigré, pendant la première guerre italo-éthiopienne (bataille de Senafé).
- 1896 : au Siam, les Anglais et les Français signent un accord sur leurs influences respectives dans le Sud-Est asiatique, la France y confirme l'indépendance du Siam et se voit reconnaître un protectorat sur le Laos.

### XXesiècle
- 1910 : le Congo français devient l'Afrique-Équatoriale française.
- 1919 :
  - le pianiste et compositeur Ignacy Paderewski devient le premier chef de gouvernement de la nouvelle République polonaise ;
  - en Allemagne, les fondateurs du Parti communiste d'Allemagne et responsables du soulèvement nommé la « semaine rouge » Karl Liebknecht et Rosa Luxemburg sont arrêtés puis assassinés par les corps francs sur ordre de Gustav Noske (du SPD).
- 1921 : transfert anglo-anglais de la direction de la Palestine du ministère britannique des Affaires étrangères au ministère des Colonies.
- 1922 : Raymond Poincaré succède à Aristide Briand en tant que président du Conseil.
- 1932 : les Français achèvent la pacification du Maroc[1].
- 1933 : première des apparitions mariales de Banneux à Mariette Beco, en Belgique. Apparitions reconnues par l'Église catholique en 1949[2].
- 1936 :
  - les Japonais quittent la conférence navale de Londres ;
  - l'armée de Mussolini écrase les Éthiopiens.
- 1943 :
  - les Américains chassent les forces japonaises de Guadalcanal aux actuelles îles Salomon dans le Pacifique (guerre du Pacifique de la Seconde Guerre mondiale).
  - Fin de la construction du Pentagone (États-Unis).
- 1952 :
  - manifestation des femmes du Destour à Béja et discours de Bourguiba à Bizerte, deux jalons de l'indépendance tunisienne.
  - Nomination de Jean Van Houtte comme 50e chef du gouvernement belge.
- 1955 : François Mauriac dénonce la torture en pleine guerre d'Algérie dans L'Express.
- 1962 : affrontement naval en mer d'Arafura entre l'Indonésie et les Pays-Bas.
- 1963 : Moïse Tshombé accepte le plan de l'ONU concernant la sécession katangaise vis-à-vis du « Congo-Kinshasa ».
- 1969 : Rachid Karamé est nommé chef du gouvernement du Liban pour la sixième fois.
- 1970 : des dirigeants biafrais s'engagent à soutenir le gouvernement fédéral nigérian après la fin de la sécession.
- 1973 :
  - lors d'une audience accordée à la Première ministre israélienne Golda Meir, le pape Paul VI se déclare partisan d'une internationalisation de Jérusalem.
  - Les États-Unis annoncent la fin des attaques sur le Nord-Viêt Nam.
- 1985 : Tancredo Neves devient le premier président civil du Brésil depuis 21 ans.
- 1986 : Mikhaïl Gorbatchev propose un plan de désarmement afin de libérer le monde des armes nucléaires d'ici la fin du XXe siècle, qui aboutira à la signature du Traité sur les forces nucléaires à portée intermédiaire en 1987[3].
- 1991 : fin de l'ultimatum fixé à l'Irak pour quitter le Koweït avant l'opération coalisée Tempête du désert.
- 1992 : les 12 pays membres de la Communauté européenne reconnaissent l'indépendance de la Slovénie et de la Croatie.
- 1993 : signature à Paris d'un traité refusant les production et utilisation des armes chimiques (130 pays).
- 1996 :
  - démission du Premier ministre grec Andréas Papandréou après deux mois passés à l'hôpital.
  - Le roi du Lesotho Moshoeshoe II décède dans un accident de voiture à l'âge de 57 ans ; son épouse la reine 'Mamohato assure la régence à partir du même jour.
- 1997 :
  - signature d'un accord sur le retrait partiel des forces israéliennes d'Hébron et des zones rurales de Cisjordanie entre Israéliens et Palestiniens.
  - Petru Chiril Lucinschi est élu président de Moldavie.
- 2000 : le chef paramilitaire serbe de 47 ans inculpé de crimes de guerre par le Tribunal pénal international (TPI) de La Haye pour l'ex-Yougoslavie Željko Ražnatović 'Arkan est tué par des inconnus à Belgrade.

### XXIesiècle
- 2002 : l'Autorité palestinienne annonce l'arrestation à Ramallah du chef du Front populaire de libération de la Palestine (FPLP) Ahmad Saadat qui avait revendiqué en 2001 l'assassinat du ministre israélien d'extrême droite Rehavam Zeevi.
- 2003 :
  - à Marcoussis près de Paris sous l'égide de la France, 32 représentants des partis politiques ivoiriens et des trois mouvements rebelles entament des négociations pour sortir de près de quatre mois d'une insurrection qui divise la Côte d'Ivoire.
  - Lucio Edwin Gutiérrez Borbúa est élu président de l'Équateur.
- 2005 : le nouveau président de l'autorité palestinienne Mahmoud Abbas prête serment.
- 2006 : élection de Michelle Bachelet à la présidence du Chili.
- 2007 :
  - au Burundi, libération de l'ancien président Domitien Ndayizeye, officiellement incarcéré pour une tentative de coup d'État en août 2006.
  - Au Népal, ouverture de la première session du Parlement Sansad après la fin de la dictature du roi Gyanendra Bir Bikram Shah Dev et la signature de la fin de la guerre civile (dix ans de guerre et environ 13 000 morts). La rébellion maoïste intègre le processus démocratique avec 83 députés membres du Parti communiste maoïste du Népal sur 330 au Parlement.
  - Investiture du président équatorien Rafael Correa à la suite de sa victoire à l'élection présidentielle de 2006 face à Álvaro Noboa. Lors de son discours d'investiture, Correa parle de « révolution citoyenne » et annonce un référendum constitutionnel pour mars en vue de réduire le pouvoir des partis.
  - En Angleterre à Woolwich, ouverture du procès des attentats ratés du 21 juillet 2005 à Londres.
- 2011 : Fouad Mebazaa est proclamé président de la République tunisienne par intérim par le Conseil constitutionnel jusqu'au 13 décembre 2011, à la suite de la Révolution tunisienne de jasmin.
- 2019 :
  - au Royaume-Uni, le Parlement rejette l’accord de retrait de l'Union européenne.
  - La Cour pénale internationale acquitte le président de la République de Côte d'Ivoire de 2000 à 2011 Laurent Gbagbo et son ministre de la jeunesse, de l'emploi et de la formation professionnelle de 2010 à 2011 Charles Blé Goudé pour manque de preuves et de témoignages de leur implication directe dans les événements violents ayant suivi le refus de leur défaite électorale.
- 2020 : discours d'annonce d'un référendum constitutionnel par Poutine avec « démission » simultanée du gouvernement Medvedev, en vue de préparer la suite de sa présidence de la Russie à partir de 2024.
- 2021 : en Allemagne, Armin Laschet, ministre-président de Rhénanie-du-Nord-Westphalie, remporte le vote du 33e congrès de l'Union chrétienne-démocrate[4].
- 2025 : 
  - en Corée du Sud, le président de la république Yoon Suk-yeol est arrêté après avoir été suspendu de ses fonctions, dernier acte d'une crise politique débutée le 3 décembre 2024[5].
  - signature d'un cessez-le-feu entre Israël et le Hamas, les bombardements sur Gaza s’intensifient[6].

## Arts, culture et religion
- 708 : élection du successeur du pape Jean VII et début du pontificat de Sisinnius.
- 1388 : l'abbé de Saint-Denis Guy de Monceau fait savoir qu'il accepte l'arbitrage du cardinal de Laon dans le litige entre l'évêque de Paris et lui relativement au jugement d'un hérétique détenu dans les prisons de l'abbaye.
- 1759 : à Londres le British Museum est ouvert au public.
- 1858 : représentation de l'opéra en cinq actes de Charles Gounod Le Médecin malgré lui au théâtre lyrique de Paris, inspiré de la comédie de Molière de 1666.
- 1898 : parution de Cyrano de Bergerac d'Edmond Rostand après son succès sur les planches dès sa création parisienne quelques semaines auparavant.
- 1929 : le premier numéro des Annales d'histoire économique et sociale paraît à Paris.
- 1930 : des dissidents et des exclus du groupe surréaliste parisien publient un pamphlet contre André Breton[7].
- 1958 : première de l'opéra en quatre actes de Samuel Barber Vanessa au Metropolitan Opera de New York.
- 1995 : le pape Jean-Paul II célèbre une messe à Manille devant la plus grosse assemblée de son pontificat (plus de deux millions de fidèles), au terme d'une visite de quatre jours aux Philippines.
- 1999 : le tube de rap celtisant Mais qui est la belette ? du groupe Manau est no 1 des ventes de musique en France[8].
- 2020 : nuit de la lecture dans plusieurs bibliothèques parisiennes (Forney et d'autres, des bibliothécaires y faisant partager leurs coups de cœurs de lectures et d'ouvrages[9].

## Sciences et technique
- 1971 : inauguration du barrage d'Assouan en Égypte.
- 1999 : l'Allemagne annonce l'abandon planifié du recours à l'énergie nucléaire.
- 2001 : l'encyclopédie collaborative de Jimmy Wales et Larry Sanger Wikipédia basée sur un wiki entre en ligne[10], 100 000 personnes dans le monde y contribueraient chaque jour plus de vingt années après[10].

## Économie et société
- 1790 : à Paris, l'Assemblée constituante fixe à quatre-vingt-trois le nombre de départements français, une nouvelle subdivision administrative dans ce pays en révolution.
- 1791 : à Paris, la contribution mobilière est instituée (nouvel impôt).
- 1826 : parution du premier numéro de l'hebdomadaire parisien Le Figaro.
- 1919 : à Boston aux États-Unis, un immense réservoir de distillerie explose, libérant une énorme vague haute de six mètres, formée par quelque huit millions de litres de mélasse noire qui se déversent dans une artère commerciale de la ville. L'inondation de liquide sirupeux destiné à la fabrication du rhum tue vingt-et-une personnes et provoque l'effondrement de quelques immeubles.
- 1927 : inauguration du boulevard Haussmann à Paris.
- 1934 : à Corbigny dans la Nièvre (Bourgogne), l'avion Dewoitine D.332 L'Émeraude de retour d'Indochine s’écrase. Ses 10 passagers dont le pionnier de l'aviation Maurice Noguès et le gouverneur général français de l'Indochine Pierre Pasquier sont tués. L'avion venait d'établir un record de vitesse entre Paris et Saïgon à l'aller.
- 1947 : le corps d'Elizabeth Ann Short (cf. Le Dahlia noir) est retrouvé mutilé, sectionné par le milieu, dans un terrain vague de Los Angeles.
- 1966 : des inondations sur les hauteurs de Rio de Janeiro au Brésil entraînent plus de 400 morts et la « mise à la rue » de nombreux sans-abri.
- 1972 : une violente mutinerie à la prison Charles-III à Nancy engendre le premier procès de l'univers carcéral français[11].
- 1987 : le froid intense et les chutes de neige abondantes des derniers jours en Europe laissent un triste bilan (près de 300 morts).
- 1989 : le Bangladesh enregistre la pire tragédie ferroviaire de son histoire (110 morts et 1 000 blessés), alors qu'un train bondé de voyageurs est entré en collision avec un convoi postal.
- 1993 : le numéro un de la mafia recherché depuis plus de 20 ans Toto Riina est arrêté à Palerme en Sicile.
- 1999 : la chambre d'accusation de la cour d'appel de Paris décide de rendre un non-lieu au bénéfice d'Ilich Ramírez Sánchez dit Carlos, dans le dossier de l'attentat du Drugstore Saint-Germain du 15 septembre 1974.
- 2001 : le ministère français de la Défense annonce que les résultats de la recherche d'uranium appauvri effectuée chez cinq militaires français ayant servi dans les Balkans et hospitalisés pour des maladies sanguines sont négatifs.
- 2002 : le procureur français concerné écarte toute cause non accidentelle à l'explosion de l'usine AZF de Toulouse survenue fin septembre de l'année précédente.
- 2003 : le préfet de Corse Bernard Bonnet est condamné à trois ans de prison dans l'affaire de l'incendie de paillotes illégalement installées sur une plage corse.
- 2004 : naufrage du chalutier Bugaled Breizh (Enfants de Bretagne)  au large du sud-ouest de l'Angleterre, dans des circonstances mal définies (deux morts et trois disparus).
- 2005 : un autocar transportant une cinquantaine d'adolescents de retour de classe de neige fait une chute dans un fossé au bord de la RN7 près de Saint-Martin-d'Estréaux (Loire), blessant sérieusement six jeunes de 12 et 13 ans et le conducteur du véhicule âgé de 70 ans. Le gouvernement imposera une visite médicale annuelle aux conducteurs de transports en commun de plus de 60 ans dans les jours suivants.
- 2016 : des attentats tuent au moins 29 personnes à Ouagadougou au Burkina Faso.
- 2019 : au moins 37 civils touaregs et des combattants du MSA sont massacrés par des djihadistes de l’organisation État islamique dans le Grand Sahara près de Ménaka au Mali.
- 2020 : le blocage turc de Wikipédia depuis 2017 est levé à la suite d'une décision de la Cour constitutionnelle « locale »[12].
- 2022 : le volcan Hunga Tonga connait une violente éruption aux Tonga, provoquant des alertes au tsunami dans tout le Pacifique et font 3 morts, 4 blessés et d’autres portés disparus[13].

## Naissances

### XVIIesiècle
- 1622 (baptême) : Jean-Baptiste Poquelin dit Molière, auteur, metteur en scène, directeur et acteur français de théâtre († 17 février 1673)[14].

### XVIIIesiècle
- 1704 : Jean-François Salvemine de Castillon, mathématicien et astronome italien († 11 octobre 1791).
- 1717 : Matthew Stewart, mathématicien britannique († 23 janvier 1785).
- 1732 : Jean-Baptiste Antoine Suard, académicien français († 20 juillet 1817).
- 1763 : François-Joseph Talma, acteur français († 19 octobre 1826).
- 1785 : William Prout, chimiste et physicien britannique († 9 avril 1850).
- 1791 : Franz Grillparzer, dramaturge autrichien († 21 janvier 1872).

### XIXesiècle
- 1803 : Heinrich Daniel Ruhmkorff, physicien allemand († 20 décembre 1877).
- 1807 : Hermann Burmeister, zoologiste argentin d'origine prussienne († 2 mai 1892).
- 1809 : Pierre-Joseph Proudhon, polémiste, journaliste, économiste, philosophe et sociologue français († 19 janvier 1865).
- 1813 (ou 16 janvier) : Yvon Villarceau, ingénieur, astronome et mathématicien français († 23 décembre 1883).
- 1814 :
  - Pierre-Jules Hetzel, éditeur français († 17 mars 1886).
  - Ludwig Schläfli, théologien et mathématicien suisse († 20 mars 1895).
- 1824 : Alphonsine Plessis, comtesse française, inspiratrice de La Dame aux camélias d'Alexandre Dumas fils († 3 février 1847).
- 1841 : Frederick Stanley, militaire et homme politique canadien, 6e gouverneur général du Canada de 1888 à 1893 († 14 juin 1908).
- 1842 : Paul Lafargue, médecin et homme politique français, gendre de Karl Marx († 26 novembre 1911)[14].
- 1847 : Camille Doncieux, modèle, épouse de Claude Monet († 5 septembre 1879).
- 1850 :
  - Mihai Eminescu, poète romantique roumain († 15 juin 1889).
  - Sofia Vassilieevna Kovalevskaïa (Со́фья Васи́льевна Ковале́вская), mathématicienne russe († 10 février 1891).
- 1853 : Per Olof Christopher Aurivillius, entomologiste suédois († 20 juillet 1928).
- 1859 : Nathaniel Lord Britton, botaniste américain († 26 juin 1934).
- 1861 : Saint-Pol-Roux (Paul-Pierre Roux dit), poète français († 18 octobre 1940)[14].
- 1869 : Stanisław Wyspiański, dramaturge, poète, peintre, architecte et ébéniste polonais († 28 novembre 1907).
- 1870 : Pierre Samuel du Pont (en), homme d’affaires et industriel américain d’origine française († 5 avril 1954).
- 1872 : Hildegard Lindzén, actrice suédoise († 24 avril 1930).
- 1879 : Mazo De la Roche (Mazo Louise Roche dite), femme de lettres canadienne († 12 juillet 1961).
- 1880 : Marcel Vallée, acteur français († 31 octobre 1957).
- 1881 : Pierre Monatte, syndicaliste anarchiste français († 27 juin 1960).
- 1883 :
  - James Mercer, mathématicien britannique († 21 février 1932).
  - Lucien Pothier, cycliste français († 29 avril 1957).
- 1886 :
  - Madeleine Sharps Buchanan, écrivaine américaine († 4 septembre 1940).
  - Clarence Decatur Howe, homme politique canadien († 31 décembre 1960).
  - Jenő Károly, footballeur et entraîneur hongrois († 28 juillet 1926).
  - Adolphe Le Gualès de Mézaubran, résistant et homme politique français († 10 février 1944).
- 1890 : Paul Guédon, poète français († 4 juin 1959).
- 1892 : William Beaudine, réalisateur américain († 18 mars 1970).
- 1896 : William McNair Snadden, homme politique britannique († 23 novembre 1959).
- 1899 : Louis Guilloux, écrivain français († 14 octobre 1980)[14].

### XXesiècle
- 1905 :
  - Kamatari Fujiwara (藤原釜足), acteur japonais († 21 décembre 1985).
  - Elisabeth « Betty » Stockfield, actrice britannique d'origine australienne († 27 janvier 1966).
- 1907 : Janusz Kusociński, athlète polonais champion olympique du 10 000 m en 1932 († 21 juin 1940).
- 1908 : Edward Teller, physicien américain, inventeur de la bombe à hydrogène († 9 septembre 2003).
- 1909 : 
  - Eugene Bertram « Gene » Krupa, batteur et chef d’orchestre de jazz américain († 16 octobre 1973).
  - Efrem Flaks, chanteur soviétique († 17 décembre 1982).
- 1910 : Stephen Gilbert, peintre et sculpteur britannique († 12 janvier 2007).
- 1912 : Michel Debré, haut fonctionnaire, constitutionnaliste, Premier ministre et académicien français († 2 août 1996)[14].
- 1913 :
  - Eugène Brands, peintre, poète et écrivain néerlandais († 15 janvier 2002).
  - Lloyd Bridges, acteur américain († 10 mars 1998).
  - Alexandre Marinesko (Александр Иванович Маринеско), officier de marine soviétique († 25 novembre 1963).
  - Pierre Satgé, pédiatre français († 14 mars 2005).
- 1914 :
  - Esther « Etty » Hillesum, mystique néerlandaise déportée à Auschwitz († 30 novembre 1943).
  - Kiyoshige Koyama, compositeur japonais († 6 juin 2009).
- 1915 : Mimi Reinhardt (Carmen Koppel), secrétaire dactylo autrichienne de la liste d'Oskar Schindler († à 107 ans le 8 avril 2022).
- 1918 :
  - Stuart Burge, acteur, producteur et réalisateur britannique († 24 janvier 2002).
  - Édouard Gagnon, cardinal canadien, président émérite du Conseil pontifical pour la famille de 1974 à 1990 († 25 août 2007).
  - David George Kendall, mathématicien britannique († 23 octobre 2007).
  - Gamal Abdel Nasser (جمال عبد الناصر), militaire égyptien devenu président de la République arabe unie († 28 septembre 1970).
- 1919 : Maurice Herzog, alpiniste et homme politique français († 13 décembre 2012)[14].
- 1920 : John Joseph O'Connor, cardinal américain, archevêque de New York de 1984 à 2000 († 3 mai 2000).
- 1923 :
  - Lee Teng-hui, président de la République de Chine libre (Taïwan), père de la démocratie taïwanaise moderne († 30 juillet 2020).
  - Tjeerd van Andel, géologue et océanologue néerlandais († 17 septembre 2010).
- 1924 : 
  - Michael Collins (Dennis Lynds dit), auteur américain de romans policiers († 19 août 2005).
  - Jean-Bertrand Pontalis (Lefèvre-Pontalis), philosophe, psychanalyste, éditeur et écrivain français († 15 janvier 2013 ci-après).
  - Georg Ratzinger, prêtre catholique et chef de chœur allemand et bavarois, frère aîné du pape Benoît XVI († 1er juillet 2020)[15].
  - Vladimir Semitchastny, homme politique soviétique et président du KGB († 12 janvier 2001).
  - Hubert Coudane, professeur d'université, résistant et syndicaliste français († 4 décembre 2015).
- 1925 : Liu Binyan (刘宾雁), écrivain chinois († 5 décembre 2005).
- 1926 :
  - Maria Schell, actrice autrichienne († 26 avril 2005).
  - Constantin Tacou, éditeur roumain († 22 janvier 2001).
- 1928 : René Vautier, réalisateur et scénariste breton et français († 4 janvier 2015).
- 1929 : Martin Luther King, pasteur baptiste et homme politique américain, prix Nobel de la paix en 1964 († 4 avril 1968).
- 1931 : Gaétan Labrèche, acteur québécois († 25 novembre 1990).
- 1932 :
  - Georges Maranda, joueur de baseball québécois († 14 juillet 2000).
  - Dean Smith, athlète et cascadeur américain († 24 juin 2023).
  - Hénia Suchar, actrice française († 5 février 2010).
- 1933 : Stéphane Steeman, humoriste belge († 23 janvier 2015).
- 1935 :
  - Jean-Serge Essous, jazzman, saxophoniste et clarinettiste congolais († 25 novembre 2009).
  - Marc Laferrière, musicien de jazz français.
  - Nam Sang-wan, tireur sportif sud-coréen.
  - Vagn Schmidt, kayakiste danois.
  - Robert Silverberg, écrivain et nouvelliste américain.
  - Koosje van Voorn, nageuse néerlandaise († 5 août 2018).
- 1937 : Margaret O'Brien, actrice américaine.
- 1939 : Agustín Gómez-Arcos, écrivain libertaire espagnol († 20 mars 1998).
- 1941 : Charo (María del Rosario Mercedes Pilar Martínez Molina Baeza), artiste musicale et actrice hispano-américaine.
- 1942 : Pierre Faurre, homme d'affaires français († 6 février 2001).
- 1943 : Michael Grant « Mike » Marshall, joueur de baseball américain († 31 mai 2021).
- 1948 : Ronald Wayne « Ronnie » Van Zant, musicien américain († 20 octobre 1977).
- 1949 :
  - Dan Ar Braz (Daniel Le Bras dit), auteur-compositeur-interprète breton.
  - Robert Anthony « Bobby » Grich (en), joueur de baseball professionnel américain.
  - Ian Stewart, athlète écossais, spécialiste des courses de fond.
  - Peter Vonhof, coureur cycliste sur piste allemand, champion olympique.
- 1950 :
  - Martine Monteil, haut fonctionnaire française de la Police.
  - Marius Trésor, footballeur international français[14].
- 1951 : Catherine Trautmann, femme politique française, ancienne maire de Strasbourg, députée européenne, ministre[14].
- 1954 : Alain Joyandet, homme politique français.
- 1955 :
  - Manolo Arruza (Manuel Ruiz Vázquez dit), matador mexicain.
  - Thierry Breton, homme politique et homme d'affaires français, commissaire européen au marché intérieur depuis fin 2019.
- 1956 : Vitali Kaloïev, constructeur, architecte, criminel et homme politique russe.
- 1957 :
  - Christian Chelman, artiste contemporain belge.
  - Mario Van Peebles, réalisateur américain.
- 1960 : Anne Bédard, actrice québécoise.
- 1961 : 
  - Yves P. Pelletier, humoriste du groupe humoristique Rock et Belles Oreilles, réalisateur, acteur et scénariste québécois.
  - Jerry Page, boxeur américain champion olympique.
- 1962 : Mehdi Sojoudi Moghaddam, écrivain iranien.
- 1963 : Bruce Schneier, cryptologue américain.
- 1964 : Wes (Wes Madiko, dit), chanteur camerounais († 25 juin 2021).
- 1965 : Maurizio Fondriest, cycliste italien.
- 1969 :
  - Meret Becker, actrice allemande.
  - Delino DeShields, joueur de baseball américain.
  - Anatoli Ivanichine (Анатолий Алексеевич Иванишин), cosmonaute russe.
- 1970 : Odalis Revé, judokate cubaine championne olympique.
- 1971 : Regina King, actrice et productrice américaine.
- 1972 : Yang Yong-eun (양용은), golfeur sud-coréen.
- 1975 : 
  - Mary Pierce, joueuse championne de tennis française[14].
  - Sophie Wilmès, ministre belge dont première ministre en 2019 et 2020.
- 1978 : Edmund Patrick « Eddie » Cahill, acteur américain.
- 1979 :
  - Drew Brees, joueur américain de football américain.
  - François Gelez, joueur de rugby à XV français.
- 1980 : Matthew Thomas « Matt » Holliday, joueur de baseball américain.
- 1981 : 
  - Pitbull (Armando Christian Pérez dit), rappeur américain.
  - Antoine Wauters, écrivain, poète et scénariste belge.
- 1982 : Benjamin Agosto, patineur artistique américain.
- 1984 : Megan Jendrick, nageuse américaine, double championne olympique.
- 1985 : 
  - Gregory Lessort, basketteur français.
  - Juan Ricondo, chanteur, acteur et compositeur espagnol.
- 1987 :
  - Barbara Jean « Barbie » Blank, catcheuse professionnelle américaine luttant à la WWE sous le nom de Kelly Kelly.
  - Michael Seater, acteur américain.
- 1988 :
  - Jun. K (Kim Min-jun dit), chanteur et acteur sud-coréen.
  - Skrillex (Sonny John Moore dit), chanteur et disc jockey américain.
- 1991 : Marc Bartra, footballeur espagnol.
- 1992 : Tim Mayza, joueur de baseball américain.
- 1994 : Chae Hyung-won chanteur, danseur, mannequin sud-coréen
- 1996 : Dove Cameron (Chloé Celeste Hosterman dite), chanteuse et actrice américaine.
- 1997 : Valentina Zenere, actrice et chanteuse argentine de la série Soy Luna.

### XXIesiècle
- 2001 : Ibrahim Bancé, footballeur burkinabé.

## Décès

### Iersiècleav. J.-C.
- 47 av. J.-C. : Ptolémée XIII, souverain égyptien de -51 à -47 (° v. 61 av. J.-C.).

### Iersiècle
- 69 : Galba (Servius Sulpicius Galba Imperator Caesar Augustus), empereur romain de juin 68 à sa mort (° 24 décembre 3 av. J.-C.).

### XIIIesiècle
- 1208 : Pierre de Castelnau, religieux français cistercien à l'abbaye de Cîteaux (° v. 1170).

### XVIesiècle
- 1519 : Vasco Núñez de Balboa, explorateur espagnol (° v. 1475).
- 1595 : Mourad III, sultan ottoman de 1574 à 1595 (° 4 juillet 1546).

### XVIIesiècle
- 1683 : Guillaume Lamy, médecin et philosophe français (° 1644).

### XVIIIesiècle
- 1759 : Giovanni Antonio Guadagni, évêque et cardinal italien (° 14 septembre 1674).
- 1775 : Giovanni Battista Sammartini, compositeur italien (° vers 1700).
- 1781 : Marie-Anne-Victoire d'Espagne, infante-reine du Portugal, veuve du roi Joseph Ier de Portugal (° 31 mars 1718).
- 1790 : John Landen, mathématicien britannique (° 23 janvier 1719).

### XIXesiècle
- 1801 : Louis Bastoul, général français (° 19 août 1753).
- 1804 : Dru Drury, entomologiste britannique (° 4 février 1725).
- 1831 : François-Antoine-Marie de Méan, dernier prince-évêque de Liège, archevêque de Malines, 1er primat belge (° 6 juillet 1756).
- 1841 : Arend Friedrich August Wiegmann, zoologiste allemand (° 2 juin 1802).
- 1844 : Henri Gatien Bertrand, général français (° 28 mars 1773).
- 1885 :
  - Thomas Cochrane, noble britannique (° 14 avril 1814).
  - Antoine Dufour, homme politique français (° 12 juillet 1808).
- 1886 : 
  - Henning Hamilton, aristocrate et homme politique suédois (° 16 janvier 1814).
  - Abel-François Lucas, peintre français (° 8 juillet 1813).
- 1888 : Jean-Baptiste Godin, industriel et philanthrope français (° 26 janvier 1817).
- 1889 : George Meadows, un Afro-américain, est lynché pour un crime qu'il n'avait peut-être pas commis.
- 1891 : Jan Tysiewicz, peintre et illustrateur polonais (° 16 mai 1814).

### XXesiècle
- 1907 : Clémence de Grandval, compositrice et cantatrice française (°  21 janvier 1828).
- 1915 : Guillaume Couture, compositeur et chef d'orchestre québécois (° 23 octobre 1851).
- 1919 :
  - Karl Liebknecht, militant communiste et révolutionnaire allemand, assassiné (° 13 août 1871) ;
  - Rosa Luxemburg, militante communiste et révolutionnaire allemande, assassinée (° 5 mars 1871).
- 1934 :
  - Maurice Noguès, pionnier de l'aviation français, mort dans l'accident d'avion de Corbigny (° 31 octobre 1889) ;
  - Pierre Pasquier, gouverneur général français de l'Indochine, mort dans le même accident (° 6 février 1877).
- 1941 : Léona Delcourt, artiste française, connue sous le pseudonyme de Nadja (° 23 mai 1902).
- 1945 : Max Guedj, aviateur français, compagnon de la Libération (° 8 juin 1913).
- 1947 : Elizabeth Short, victime américaine dans l'affaire du Dahlia noir (° 29 juillet 1924).
- 1951 : Léon Gérin, fonctionnaire fédéral et sociologue québécois (° 17 mai 1863).
- 1955 : Yves Tanguy, peintre franco-américain du courant surréaliste (° 5 janvier 1900).
- 1964 : Weldon Leo « Jack » Teagarden, tromboniste américain (° 20 août 1905).
- 1968 : William John « Bill » Masterton, hockeyeur professionnel américain d’origine canadienne (° 16 août 1938).
- 1973 : Ivan Georgievitch Petrovsky (Иван Георгиевич Петровский), mathématicien russe (° 18 janvier 1901).
- 1983 : Meyer Lansky (Majer Suchowliński dit), mafieux américain d'origine russe (° 4 juillet 1902).
- 1987 :
  - Raymond Wallace « Ray » Bolger, acteur américain (° 10 janvier 1904).
  - Aníbal Muñoz Duque, cardinal colombien, archevêque de Bogotá de 1972 à 1984 (° 3 octobre 1908).
- 1988 : Seán MacBride, avocat et homme politique irlandais prix Nobel en 1974, cofondateur d'Amnesty International (° 26 janvier 1904).
- 1993 : Sammy Cahn (Samuel Cohen dit), parolier américain (° 18 juin 1913).
- 1994 :
  - Gabriel-Marie Garrone, cardinal français de la Curie romaine (° 12 octobre 1901).
  - Harry Nilsson, chanteur et compositeur américain (° 15 juin 1941).
- 1996 :
  - Leslie Thompson « Les » Baxter, chef d’orchestre, arrangeur et compositeur américain (° 14 mars 1922).
  - Moshoeshoe II du Lesotho, roi du Lesotho de 1960 à 1970, de 1970 à 1990 et de 1995 à 1996 (° 2 mai 1938).
- 1998 :
  - Duncan McNaughton, athlète de saut en hauteur canadien (° 7 décembre 1910).
  - Gulzarilal Nanda, homme d'État indien (° 4 juillet 1898).
  - Ahmed Oudjani, footballeur algérien (° 19 mars 1937).
  - Pierre Sicaud, haut fonctionnaire français (° 14 mars 1911).
  - Boris Tatushin, footballeur puis entraîneur soviétique et ensuite russe (° 31 mars 1933).
  - Amos Blackmore « Junior » Wells, chanteur et harmoniciste de blues américain (° 9 décembre 1934).
- 1999 :
  - John Bloom, acteur américain (° 19 février 1944).
  - Betty E. Box, productrice de cinéma britannique (° 25 septembre 1915).
  - Vincent-Ferrier Chagnon, fonctionnaire et homme politique québécois (° 13 décembre 1915).
  - Lars Glassér, kayakiste suédois (° 4 octobre 1925).
  - Jean Palmero, homme politique français (° 17 décembre 1912).
- 2000 :
  - Georges-Henri Lévesque, prêtre dominicain et sociologue canadien (° 16 février 1903).
  - Željko Ražnatović, homme politique serbe (° 17 avril 1952).
  - Fran Ryan, actrice américaine (° 29 novembre 1916).

### XXIesiècle
- 2001 :
  - Alex Blignaut, pilote de courses automobile sud-africain (° 30 novembre 1932).
  - Leo Marks, cryptographe, scénariste et acteur britannique (° 24 septembre 1920).
  - Jacques Rossignol, footballeur français (° 2 décembre 1945).
- 2002 : 
  - Michael Anthony Bilandic, homme politique américain (° 13 février 1923).
  - Eugène Brands, peintre, poète et écrivain néerlandais (° 15 janvier 1913).
  - Jean Dockx, footballeur puis entraîneur belge (° 24 mai 1941).
  - Michel Poniatowski, homme politique et historien français (° 16 mai 1922).
- 2003 :
  - Robert John Braidwood, archéologue et anthropologue américain (° 29 juillet 1907).
  - Jeannette Campbell, nageuse argentine (° 8 mars 1916).
  - Doris Fisher (en), chanteuse et compositrice américaine (° 2 mai 1915).
  - Vivi-Anne Hultén, patineuse artistique suédoise (° 25 août 1911).
- 2004 : 
  - Ambroise-Marie Carré, religieux dominicain et académicien français (° 25 juillet 1908).
  - Olivia Goldsmith, écrivaine et scénariste américaine (° 1er janvier 1949).
- 2005 :
  - Victoria de los Ángeles, soprano catalane (° 1er novembre 1923).
  - Walter Ernsting, écrivain allemand de science-fiction (° 13 juin 1920).
  - Elizabeth Janeway, romancière et critique littéraire américaine (° 7 octobre 1913).
  - Dan Lee, animateur canadien (° 19 mai 1969).
  - Michel Moine, journaliste, écrivain et occultiste français (° 8 mars 1920).
  - Ruth Warrick, actrice américaine (° 29 juin 1916).
- 2006 :
  - Cheikh Jaber al-Ahmad al-Sabah (جابر الأحمد الجابرالصباح), émir du Koweït de 1977 à 2006 (° 29 juin 1926).
  - Jo Gérard, historien belge (° 29 avril 1919).
  - George Worth, sabreur américain (° 1er avril 1915).
- 2007 :
  - James Hillier, scientifique américain d'origine canadienne (° 22 août 1915).
  - Nabi Khazri, poète azerbaïdjanais (° 10 décembre 1924).
  - René Riffaud, un des derniers poilus français de la Première Guerre mondiale (° 19 décembre 1898).
- 2008 : Brad Renfro, acteur, producteur et scénariste américain (° 25 juillet 1982).
- 2009 : René Coll, chef d'orchestre français (° 10 septembre 1941).
- 2011 : Susannah York, actrice anglaise (° 9 janvier 1939).
- 2012 :
  - Manuel Fraga Iribarne, homme politique espagnol (° 23 novembre 1922).
  - Homai Vyarawalla (होमी व्यारावाला), photographe et première femme photojournaliste en Inde (° 9 décembre 1913).
- 2013 :
  - Éric Béchu, joueur de rugby puis entraîneur français (° 9 janvier 1960).
  - Nagisa Ōshima (大島 渚), cinéaste japonais de Furyo, L'Empire des sens, etc. (° 31 mars 1932).
  - Jean-Bertrand Pontalis (Lefèvre-Pontalis), philosophe, psychanalyste, éditeur et écrivain français (° 15 janvier 1924 ci-avant).
  - Yuli Turovsky, violoncelliste, professeur de musique et chef d’orchestre canadien d’origine russe (° 7 juin 1939).
- 2014 : John Dobson, astronome amateur et vulgarisateur américain en astronomie (° 14 septembre 1915).
- 2016 : Robert Darène, réalisateur français (° 10 janvier 1914).
- 2017 :
  - Isidro Baldenegro, défenseur de l'environnement mexicain, assassiné (° 1966).
  - Jimmy Snuka (James William Reiher dit), catcheur fidjien (° 18 mai 1943).
- 2018 : 
  - Joe Frank, animateur de radio, acteur américain d'origine française (° 19 août 1938).
  - Dolores O'Riordan, chanteuse irlandaise du groupe The Cranberries (° 6 septembre 1971).
- 2019 : 
  - Carol Channing, actrice, chanteuse et danseuse américaine à Broadway (° 31 janvier 1921).
  - Xavier Gouyou-Beauchamps, haut-fonctionnaire français, président de France télévisions de 1996 à 1999 (° 25 avril 1937).
- 2022 : 
  - Nino Cerruti, entrepreneur et styliste italien (° 25 septembre 1930).
  - Alexa McDonough, dirigeante du Nouveau Parti démocratique du Canada, 1re femme à diriger un grand parti (° 11 août 1944).
  - Michel Ruhl, acteur et doubleur vocal français (° 2 février 1934).
- 2024 :
  - Jérôme Carlos, écrivain, historien et journaliste béninois (° 30 septembre 1944).
  - Alain Connan, commandant de bord et écologiste français, fondateur de Greenpeace France (° 21 janvier 1933).
  - Dana Ghia, actrice, chanteuse et mannequin italien (° 13 juillet 1932).
  - Reid Harrison, scénariste et producteur américain (° 6 janvier 1959).
- 2025 :
  - Patricia Lyfoung, autrice de bande dessinée française (° 18 décembre 1977).
  - David Lynch, cinéaste, scénariste, photographe, musicien et peintre américain (° 20 janvier 1946).
  - Melba Montgomery, chanteuse américaine (° 14 octobre 1938).
  - Philippe Moreau Defarges, politologue français (° 19 avril 1943).
  - Linda Nolan, chanteuse, actrice et personnalité de la télévision irlandaise (° 23 février 1959).
  - Rosny Smarth, universitaire et homme d'État haïtien (° 19 octobre 1940).
  - Jeannot Szwarc, réalisateur français (° 21 novembre 1937).
  - Gus Williams, basketteur américain (° 10 octobre 1953).

## Célébrations

### Internationales et nationales
- Corée du Nord : fête de l'alphabet hangeul comme ci-contreMot hangeul écrit avec son alphabet.

Mot hangeul écrit avec son alphabet.

- Cuba : día de la ciencia cubana[16] / « journée de la science cubaine » célébrée depuis 1960.
- États-Unis d'Amérique du Nord : date possible du Martin Luther King Day / « jour de Martin Luther King » né un 15 janvier en 1929  célébré le troisième lundi de janvier.
- Jour de l'Armée en Inde.
- Japon :
  - Koshōgatsu (ja) / première pleine lune de la nouvelle année ;
  - jour de la majorité (成人の日, seijin no hi?), Seijin shiki ou cérémonie de la majorité civile.
- Malawi : John Chilembwe day / « fête de John Chilembwe » un héros de l'indépendance du pays (vis-à-vis de l'ex-empire britannique ?).
- Nigeria : armed forces day / « jour des forces armées ».
- Tamil Nadu (Inde) voire Sri Lanka : Jallikattu / sorte de chasse au buffle organisée pendant l'un des quatre jours du pongal (autre nouvel an tamoul ? Voir 13 et 14 janvier).
- Venezuela : día del maestro / « fête des professeurs » honorant le corps enseignant depuis 1945.

### Religieuses
- Judaïsme : 
  - première date possible chronologiquement pour Tou Bichvat (15 shevat) ou « le nouvel an des arbres », entre les mi-janvier (du 16 au 17 janvier d'un crépuscule à l'autre, pour 2022) et mi-février grégoriennes, dont les traces peuvent remonter des Ve au XVIe siècle av. J.-C. ;
  - début du Seoudat Yitro pour les Juifs tunisiens en particulier jusqu'au 24 shevat (Tunisie, Israël et ses diasporas stricto sensu).
- Fêtes religieuses romaines : second des deux jours des Carmentaliae en l'honneur de la déesse Carmenta (après le 11 janvier).

### Saints des Églises chrétiennes

#### Saints des Églises catholiques et orthodoxes
Saints des Églises catholiques et orthodoxes :
- Ablebert († 645), 6e évêque de Cambrai.
- Arsene d'Armo (it) († 904), ermite à Armo près de Reggio de Calabre.
- Bonnet de Clermont († 710), 29e évêque de Clermont, patron des potiers.
- Ceolwulf de Northumbrie († 765), roi de Northumbrie puis moine à Lindisfarne.
- Eloi de Lérins (VIe siècle), moine à l'abbaye de Lérins.
- Éphise († 286 / 303 ci-après), martyr à Cagliari.
- Isidore († 391), ermite dans le désert de Scété.
- Ita de Killeedy († 577), abbesse fondatrice d'un couvent dans le comté de Limerick.
- Jean le Calybite († 450), moine à Constantinople.
- Laudat (VIIe siècle), abbé d'un monastère sur l'île de Bardsey .
- Malard († 650), évêque de Chartres.
- Maur († 584), disciple de saint Benoît.
- Pansophe d'Alexandrie († 250), martyr à Alexandrie.
- Probus († 570), 2e évêque de Rieti.
- Prochore et Gabriel (Xe siècle), moines.
- Rachel († vers le XIXe siècle av. J.-C.)[19], bergère nomade d'une tribu de l'actuelle Palestine, fille de Laban, sœur de Léa et cousine devenue la seconde femme du patriarche Jacob de la Bible hébraïque ou « Ancien Testament » (Genèse).
- Remi de Reims († 533), 15e évêque de Reims, baptiseur du roi des Francs Clovis et de ses hommes, décédé en réalité un 13 janvier.
- Romédie (it) (IVe siècle), ermite dans le Val di Non.
- Secondine d'Anagni († 257), vierge et martyre à Anagni.
- Tarcice († 600), vierge à Rodelle.
- Théodose de Rhôsos († 412), abbé.
- Viateur de Bergame (it) († 370), 2e évêque de Bergame.

#### Saints et bienheureux des Églises catholiques
Saints et bienheureux des Églises catholiques :
- Ange de Gualdo Tadino (it) († 1325), bienheureux frère convers camaldule italien.
- Arnold Janssen († 1909), prêtre allemand fondateur de la Société du Verbe-Divin.
- François Fernández de Capillas († 1648), religieux dominicain espagnol martyr à Fu'an.
- Jacques de Città della Pieve († 1304), bienheureux tertiaire servite de Marie italien.
- Nicolas Gross († 1945), bienheureux laïc allemand journaliste et résistant martyr à la prison de Plötzensee.
- Pierre de Castelnau († 1208), bienheureux cistercien martyr à Trinquetaille ci-avant.
- Valentín Palencia Marquina († 1937), bienheureux prêtre espagnol martyr lors de la guerre civile espagnole.

### Prénoms du jour[Où?]
Bonne fête aux Rémi et ses variantes voire dérivés : Mieg, Remi, Remo, Rémo, Remy, Rémy, Rimma, etc.
Et aussi aux :
- Amaury et ses variantes voire dérivés : Aimeri, Amalric, Amalrigo, Amauri, Amauric, Amaury, Améric, America, Americo, Ameriga, Amerigo, Amelrich, Amery, Amorey, Amory, Arrigo, Emmelrich, Emmerich, Maur (voir 22 septembre des Maurice, 9 août des Amour et leurs variantes), etc.
- Aux Aouregan et ses variantes autant bretonnes : Aouregwenn, Aourgan, Auregen, etc.
- Aux Efisio et ses féminins Efisia, Éphise.
- Aux Ita et ses variantes Ida et Itta, etc. (entre ides d'ianuarius les 13 janvier, et les suivantes dont celles de la sainte-Ida du 13 avril).
- Aux Rachel (de l'hébreu רָחֵל / [raḥel], brebis) et ses variantes : Rachael, Rachal, Rachele, Rachilde, Racilia, Rahel, Rahil, Rakel (sinon Rackham ?), Rakhil, Rakul, Raquel, Rashel, Rashka, etc.

## Traditions et superstitions

### Dictons
- « À la saint Maur, ne t'étonne pas si le vent souffle fort. »[20] ou
- « À la saint Maur, tout est mort. »[Cosson 1]
- « Au milieu de janvier, à moitié vide est le grenier. »[21]
- « Entre le 10 et le 20 janvier, les plus contents sont les drapiers. »[22]
- « Le 15 janvier, Saint Maur rejoint les chaudronniers. »[Cosson 2]
- « S'il gèle à la saint Maur, (la) moitié de l'hiver est dehors. »[23]
- « Tout arbre planté à la saint Maur aura mauvais sort. »[24] (voir arbre sec ou de potence, sinon "gibet")

### Astrologie
- Signe du zodiaque : 25e jour du signe astrologique du Capricorne.